# 呂思禮
呂思礼（501年—538年2月15日至3月15日之间），東平郡寿张县（今山东省泰安市东平县）人，北魏、西魏官员。

## 生平
吕思礼为人温和，不妄结交。虚龄十四岁时，吕思礼跟随徐遵明学习，吕思礼擅长辩论诘难，同学们这样评价他：“讲论《尚书》、《易经》，其锋芒不可抵挡。”虚龄十九岁时，吕思礼被举荐为秀才，考试对策成绩优秀，出任相州南栾县县令，不久升任相州长史。葛荣围攻邺城时，吕思礼防御邺城有功，获封平陆县开国伯。普泰年间，仆射司马子如推荐吕思礼担任二千石级别的尚书郎中，不久吕思礼因门第寒微而离职，兼任国子博士。吕思礼又请求担任关西大行台郎中，与姚幼瑜、茹文就一起西入关中。吕思礼被行台贺拔岳所器重，专门掌管机密，当时很有声誉。
永熙三年（534年），贺拔岳被侯莫陈悦杀害后，赵贵等人商议派遣赫连达迎接宇文泰统领全军，吕思礼参与商议。宇文泰担任关西大都督后，以吕思礼出任大都督府长史，吕思礼随即出任行台右丞。吕思礼因为迎接魏孝武帝有功，出任安东将军、给事黄门侍郎，进爵为平陆县开国侯，食邑八百户。永熙三年十二月，魏孝武帝去世，宇文泰和百官推戴尊奉南阳王元宝炬，上表劝说元宝炬登基，命令吕思礼、薛憕作劝进表文，前后两次上奏，元宝炬都谦让不答应。宇文泰说：“能用文章感动至尊的人，只有董绍。”宇文泰于是命令董绍撰写第三篇表文，董绍一挥而就。西魏文帝登基，吕思礼兼任著作郎，升任都官尚书，很快转任七兵尚书。大统三年（537年），吕思礼又跟随擒拿窦泰。大统四年（538年）正月，因为诽谤朝政，吕思礼在蒲州蒲坂里被赐令自杀，时年虚岁三十八。大统七年（541年），西魏文帝诏令赠予吕思礼原本的官职，加使持节、车骑大将军、定州诸军事、定州刺史，改封汶阳县开国侯。隋朝开皇十二年正月十五日（592年3月3日），吕思礼与夫人辛氏合葬于高阳原。
吕思礼喜好学习，有文学才能，虽然兼任军国事务，而手中依然放不下书本，白天处理政事，夜里读书，命令仆人手执蜡烛照明，每夜烛灰有数升之多。沙苑之战取胜后，宇文泰命令吕思礼起草捷报，吕思礼只用一顿饭功夫就写成，宇文泰赞叹他的精巧迅速。吕思礼所写的碑诔表颂，都流行于世。

## 家庭

### 十一世祖
- 吕旷，曹魏司徒[1][8]

### 父亲
- 吕逵，平原郡太守[1]

### 夫人
- 辛氏，北魏太子詹事辛遐第三女，大统五年九月在长安清德里住宅中去世，虚岁廿四，开皇十二年正月十五日与呂思礼合葬于高阳原[1]

### 子女
- 呂亶，北周駕部下大夫、汶阳县侯[9]
- 吕琼华，嫁北周仪同三司、武乡公元某[10][11]

## 延伸阅读
[在维基数据编辑]
 《周書·卷38》，出自令狐德棻《周書》
 《北史·卷070》，出自李延壽《北史》